# Noyers-Pont-Maugis
 Noyers-Pont-Maugis  là một xã ở tỉnh Ardennes, thuộc vùng Grand Est ở phía bắc nước Pháp.